# Wat Schat Je?
Wat Schat Je? is een spelprogramma dat in september 2008 op de Nederlandse commerciële televisiezender RTL 4 begon.
In het programma, elke zondag om 21.30 uur en gepresenteerd door Martijn Krabbé, bijgestaan door Sander Hoeksma, moeten twee teams van honderd mensen vragen beantwoorden. Ze moeten het antwoord schatten. De kandidaten zijn afkomstig uit twee postcodegebieden.
In 2012 werd het programma overgenomen door SBS6, ditmaal onder presentatie van Jeroen van der Boom.

## Kijkcijfers
| Datum             | Kijkcijfers     | Marktaandeel |
| ----------------- | --------------- | ------------ |
| 7 september 2008  | 720.000 kijkers | 11,1%        |
| 14 september 2008 | 594.000 kijkers | 8,9%         |
| 21 september 2008 | 598.000 kijkers | 8,9%         |
| 28 september 2008 | 600.000 kijkers | 9,2%         |
| 5 oktober 2008    | 471.000 kijkers | 6,8%         |
| 12 oktober 2008   | 605.000 kijkers | 8,4%         |
| 19 oktober 2008   | 505.000 kijkers | 7,0%         |
| 26 oktober 2008   | 527.000 kijkers | 7,0%         |
| 2 november 2008   | 629.000 kijkers | 9,0%         |
| 9 november 2008   | 381.000 kijkers | 4,9%         |